# 羅斯法典
羅斯法典或东斯拉夫法典，是基辅罗斯和罗斯公国封建割据时期的一部法典，写于12世纪早期，后经多次修改。内容涉及刑法、继承法、商法和诉讼法，与《往年纪事》一同是研究基辅罗斯早期历史的重要文献。